# Ottó Aubéli
Ottó Zsolt Aubéli (ur. 31 marca 1975) – węgierski zapaśnik walczący w stylu wolnym. Dwukrotny olimpijczyk. Osiemnasty w Atenach 2004 i ósmy w Pekinie 2008. Startował w kategorii 120 kg.
Brązowy medalista mistrzostw świata w 2005 i mistrzostw Europy w 2005 roku.
- Turniej w Atenach 2004

Przegrał z Aleksim Modebadze z Gruzji i Rosjaninem Kuramagomiedem Kuramagomiedowem.
- Turniej w Pekinie 2008

Pokonał Floriana Temengila z Palau, a przegrał z Dawidem Musulbiesem ze Słowacji.